# Ferdinand Vetter
Ferdinand Vetter (* 3. Februar 1847 in Osterfingen; † 6. August 1924 im Kloster St. Georgen, Stein am Rhein) war ein Schweizer Germanist und Mediävist. In frühen Publikationen verwendete Vetter das Pseudonym Friedrich Volker. Er war der Bruder des Anglisten Theodor Vetter.

## Leben
Nach Studien in Basel, Berlin, Göttingen und Leipzig war Ferdinand Vetter zunächst tätig als Gymnasiallehrer und Privatdozent. Als solcher wirkte er ab 1874 an der Universität Zürich, ab 1876 Professor für Neuere deutsche Literatur und Vergleichende Literaturgeschichte an der Universität Bern. 1909/10 amtierte er als Rektor. Als  Herausgeber einzelner Schriften und einer mehrbändigen Volksausgabe trug er wesentlich zum Erfolg von Jeremias Gotthelfs schriftstellerischem Werk bei. Von Vetters Arbeiten zur deutschen Literaturgeschichte ist besonders das Kompendium zur Lehrhaften Litteratur des 14. und 15. Jahrhunderts erwähnenswert, in dem viele nur schwer zugängliche Manuskripte und Inkunabeln erstmals versammelt sind, wie der Ring des Heinrich Wittenwiler. Seine Forschung galt bei der lehrhaften Literatur auch den allegorischen Schachbüchern. Trotz seiner vielfältigen Studien gerade zu Schweizer Themen und Autoren hielt er an deren Zuordnung zur «deutschen» Nationalliteratur fest. Als Autor hat er neben Gedichten auch einige historische Bühnenwerke, so zu Friedrich Schiller, verfasst. Von 1891 bis 1895 war er Herausgeber und zeitweise Redaktor der kurzlebigen, aber einflussreichen Schweizerischen Rundschau.
In den 1890er Jahren restaurierte er das Kloster St. Georgen in Stein am Rhein im Stil der Historismus.

## Schriften (Auswahl)
- Über germanische Allitterationspoesie. (Diss. Universität Göttingen) 1872 (Digitalisat)
- Zum Muspilli und zur germanischen Allitterationspoesie: Metrisches, Kritisches, Dogmatisches. 1872 (Digitalisat)
- als Hrsg.: Zwei Churer Sagen und die altgermanischen Götter Frey und Balder. Ein mythologischer Versuch. 1872
- Friedrich Volker (Pseudonym): V [Fünf] alte schoene Lieder, von dem strite ze Murten. 1876
- Friedrich Volker (Pseudonym): Sang und Drang. Gedichte. 1876
- als Hrsg. mit Jakob Baechtold: Bibliothek älterer Schriftwerke der deutschen Schweiz und ihres Grenzgebietes. 1877–1892
- Das S. Georgen-Kloster zu Stein am Rhein. Ein Beitrag zur Geschichte und Kunstgeschichte. In: Schriften des Vereins für Geschichte des Bodensees und seiner Umgebung, 13. Jg. 1884, S. 23–109 (Digitalisat)
- als Hrsg.: Jeremias Gotthelf. Ausgewählte Erzählungen und Bilder aus dem Volksleben der Schweiz. In der urspr. Gestalt mit Worterklärungen hrsg., 1886
- Lehrhafte Litteratur des 14. und 15. Jahrhunderts. In zwei Bänden. Deutsche National-Litteratur. 12. Band. 1889
- als Hrsg.: Das Schachzabelbuch Kunrats von Ammenhausen, Mönchs und Leutpriesters zu Stein am Rhein. Nebst den Schachbüchern von Jakob von Cessole und des Jakob Mennel. 1892
- als Hrsg.: Jeremias Gotthelf. Volksausgabe seiner Werke im Urtext. 10 Bde. u. Erg.bd. 1898–1902
- Die Schweiz – eine «deutsche Provinz»? Meine Nürnberger Rede und ihre Folgen. Ein Bekenntnis und eine Abrechnung. 1902
- Schillers Flucht aus Stuttgart. Spiel in einem Akt und 3 Bildern zur Schillerfeier 1905. 1902
- als Hrsg.: Die Predigten Taulers. Berlin 1910.
- Abt David. Ein Schauspiel mit Chorgesang aus der Zeit der deutschen Reformation. 1911
- mit Niklaus Manuel: Ein Rufer im Streit: Niklaus Manuels erste reformatorische Dichtungen. 1917
- Beschreibung des Sankt-Georgen-Klosters zu Stein am Rhein. Bircher, 1920
- als Hrsg.: Nikolaus Manuels Spiel evangelischer Freiheit «Die Totenfresser. Vom Papst und seiner Priesterschaft» 1523. Zum erstenmal nach der einzigen alten Handschrift hrsg. u. eingel., 1923.